# Голдендејл (Вашингтон)
Голдендејл (енгл. Goldendale) град је у америчкој савезној држави Вашингтон, сједиште округа Кликитат. По попису становништва из 2010. године у њему је живело 3.407 становника., а према попису из 2000. 2.760 што је смањење од 9,4%.
Град се налази у близини клисуре ријеке Колумбије. Налази се у примарно пољопривредном подручју, а такође је у близини Државног парка Опсерваторија Голдендејл. Долина у којој се налази Голдендејл пружа поглед на Каскадске планине на западу и планине Симкое на сјеверу.

## Историја
Године 1859. град је добио име од раног земљопосједника Џона Голдена, фармера рођеног у Пенсилванији који се настанио са својом женом из Орегона. Дом његове ћерке у улици Колумбус и Колинс и даље стоји у центру Голдендејла. Град је одређен као сједиште округа Кликитат округа 1878. године. Голдендејл је званично регистрован 14. новембра 1879. године. Велики дио младог града, укључујући и зграду окружног суда, уништен је у разорном пожару 13. маја 1888. године.

## Географија
Према Бироу за попис становништва Сједињених Држава, град има укупну површину од 252 sq mi (652,68 km2), од чега је све земљиште.
Надморска висина Голдендејла у згради окружног суда је 498 meters (1.634 feet).
Ријека Мали Кликитат тече отприлике од истока према западу преко сјеверног дијела града. Бладгуд Крик, извор воде који се у потпуности напаја из извора током цијеле године, пролази кроз сјеверозападни дио града и укршта се са Малим Кликитатом западно од града. Обје су извори калифорнијске пастрмке, као и дом водених птица као што су велика плава чапља и неколико врста патака. Бладгуд Крик обезбјеђује дио Голдендејлове воде за пиће и затворен је на извору у ту сврху.
Амерички пут 97 пролази дуж источне границе града и повезује Голдендејл са Интерстате 84, 21 km (13 mi) јужно у држави Орегон и државни пут 14, који је 19 km (12 mi) јужно и иде дуж Вашингтонске стране ријеке Колумбије. Државни пут 142 ствара главну руту исток-запад кроз Голдендејл, почевши од америчког пута 97 на сјеверном крају града.

## Клима
Голдендале има континенталну медитеранску климу (према Кепену Dsb, односно топло-љетња влажна континентална клима под утицајем Медитерана). Кишна сјенка Каскадских планина ствара јасну и видљиву разлику између сушних и сувих подручја јужно од заједнице и подручја са бујнијим дрвећем на сјеверу. Ово ствара предио отворених прерија са травом прошараним шикаром и зечјим грмом који садржи повремено дрво клеке, док се заштићенија подручја састоје од савана пондероса бора и храста.
Облачни дани су ријетки, углавном у касну јесен и током зиме. Љетње температуре могу достићи и преко 100 °F or 37,8 °C, док зими, када се јавља већина годишњих падавина од око 17 инча или 430 милиметара, могу се видети температуре испод 17 in or 430 mm, посебно у јануару. Љетње олује са грмљавином се јављају повремено, посебно у јулу и августу, али због високе базе облака, киша ријетко допире до земље у било којој значајној количини. Муње и шумски пожари су честа појава у ово доба године. Прољећно цвијеће и зелене ливаде и прерије чине Голдендејл посебно лијепим мјестом. Прољеће и љето могу бити веома бурни јер вјетрови Чинука са Тихог океана иду кроз кланац ријеке Колумбије. Јесен има тенденцију да буде скоро без вјетра, а јесење храстово лишће додају лијеп додир златне рђе црвене на Опсерваторијско брду на сјеверној страни града.
| Клима Голдендејл (Вашингтон) (1991–2020. нормално, екстремно 1895–2022.) | Клима Голдендејл (Вашингтон) (1991–2020. нормално, екстремно 1895–2022.) | Клима Голдендејл (Вашингтон) (1991–2020. нормално, екстремно 1895–2022.) | Клима Голдендејл (Вашингтон) (1991–2020. нормално, екстремно 1895–2022.) | Клима Голдендејл (Вашингтон) (1991–2020. нормално, екстремно 1895–2022.) | Клима Голдендејл (Вашингтон) (1991–2020. нормално, екстремно 1895–2022.) | Клима Голдендејл (Вашингтон) (1991–2020. нормално, екстремно 1895–2022.) | Клима Голдендејл (Вашингтон) (1991–2020. нормално, екстремно 1895–2022.) | Клима Голдендејл (Вашингтон) (1991–2020. нормално, екстремно 1895–2022.) | Клима Голдендејл (Вашингтон) (1991–2020. нормално, екстремно 1895–2022.) | Клима Голдендејл (Вашингтон) (1991–2020. нормално, екстремно 1895–2022.) | Клима Голдендејл (Вашингтон) (1991–2020. нормално, екстремно 1895–2022.) | Клима Голдендејл (Вашингтон) (1991–2020. нормално, екстремно 1895–2022.) | Клима Голдендејл (Вашингтон) (1991–2020. нормално, екстремно 1895–2022.) |
| Показатељ \ Месец                                                        | .Јан.                                                                    | .Феб.                                                                    | .Мар.                                                                    | .Апр.                                                                    | .Мај.                                                                    | .Јун.                                                                    | .Јул.                                                                    | .Авг.                                                                    | .Сеп.                                                                    | .Окт.                                                                    | .Нов.                                                                    | .Дец.                                                                    | .Год.                                                                    |
| ------------------------------------------------------------------------ | ------------------------------------------------------------------------ | ------------------------------------------------------------------------ | ------------------------------------------------------------------------ | ------------------------------------------------------------------------ | ------------------------------------------------------------------------ | ------------------------------------------------------------------------ | ------------------------------------------------------------------------ | ------------------------------------------------------------------------ | ------------------------------------------------------------------------ | ------------------------------------------------------------------------ | ------------------------------------------------------------------------ | ------------------------------------------------------------------------ | ------------------------------------------------------------------------ |
| Апсолутни максимум, °C (°F)                                              | 19 (66)                                                                  | 22 (72)                                                                  | 27 (80)                                                                  | 33 (91)                                                                  | 39 (102)                                                                 | 45 (113)                                                                 | 43 (110)                                                                 | 42 (108)                                                                 | 39 (103)                                                                 | 32 (89)                                                                  | 22 (71)                                                                  | 18 (64)                                                                  | 45 (113)                                                                 |
| Средњи максимум, °C (°F)                                                 | 12,4 (54,4)                                                              | 13,8 (56,8)                                                              | 19 (66,2)                                                                | 24,3 (75,8)                                                              | 30,7 (87,2)                                                              | 34,2 (93,5)                                                              | 38,5 (101,3)                                                             | 38,2 (100,8)                                                             | 34,3 (93,7)                                                              | 26,3 (79,4)                                                              | 17,2 (62,9)                                                              | 11,5 (52,7)                                                              | 39,4 (103,0)                                                             |
| Максимум, °C (°F)                                                        | 3,3 (37,9)                                                               | 6,7 (44,0)                                                               | 11 (51,8)                                                                | 15,1 (59,2)                                                              | 20,4 (68,7)                                                              | 24,2 (75,6)                                                              | 30,1 (86,1)                                                              | 30,1 (86,1)                                                              | 25,2 (77,3)                                                              | 16,8 (62,2)                                                              | 8,2 (46,8)                                                               | 2,7 (36,9)                                                               | 16,1 (61,0)                                                              |
| Просек, °C (°F)                                                          | −0,6 (30,9)                                                              | 1,4 (34,5)                                                               | 4,7 (40,5)                                                               | 7,7 (45,9)                                                               | 12,2 (54,0)                                                              | 15,6 (60,1)                                                              | 19,9 (67,9)                                                              | 19,8 (67,6)                                                              | 15,3 (59,5)                                                              | 8,8 (47,9)                                                               | 2,9 (37,3)                                                               | −0,9 (30,4)                                                              | 8,9 (48,0)                                                               |
| Минимум, °C (°F)                                                         | −4,5 (23,9)                                                              | −3,8 (25,1)                                                              | −1,6 (29,1)                                                              | 0,4 (32,7)                                                               | 4,1 (39,3)                                                               | 7 (44,6)                                                                 | 9,8 (49,7)                                                               | 9,6 (49,2)                                                               | 5,3 (41,6)                                                               | 0,9 (33,6)                                                               | −2,3 (27,8)                                                              | −4,6 (23,8)                                                              | 1,7 (35,0)                                                               |
| Средњи минимум, °C (°F)                                                  | −12,8 (9,0)                                                              | −10,8 (12,6)                                                             | −7,2 (19,0)                                                              | −4,8 (23,3)                                                              | −2,1 (28,2)                                                              | 1,4 (34,5)                                                               | 4,3 (39,7)                                                               | 4,1 (39,3)                                                               | −0,3 (31,5)                                                              | −6 (21,2)                                                                | −9,8 (14,4)                                                              | −12,2 (10,1)                                                             | −17,1 (1,2)                                                              |
| Апсолутни минимум, °C (°F)                                               | −32 (−26)                                                                | −27 (−17)                                                                | −20 (−4)                                                                 | −9 (16)                                                                  | −7 (20)                                                                  | −7 (20)                                                                  | −1 (31)                                                                  | −2 (28)                                                                  | −7 (19)                                                                  | −14 (6)                                                                  | −24 (−12)                                                                | −28 (−18)                                                                | −32 (−26)                                                                |
| Количина падавинаmm (in)                                                 | 69,9 (2,75)                                                              | 45,2 (1,78)                                                              | 40,9 (1,61)                                                              | 27,7 (1,09)                                                              | 26,4 (1,04)                                                              | 14 (0,55)                                                                | 3 (0,12)                                                                 | 3,8 (0,15)                                                               | 11,2 (0,44)                                                              | 34,5 (1,36)                                                              | 61,7 (2,43)                                                              | 80,8 (3,18)                                                              | 419,1 (16,50)                                                            |
| Количина снега, cm (in)                                                  | 25,9 (10,2)                                                              | 8,9 (3,5)                                                                | 1,5 (0,6)                                                                | 0 (0,0)                                                                  | 0 (0,0)                                                                  | 0 (0,0)                                                                  | 0 (0,0)                                                                  | 0 (0,0)                                                                  | 0 (0,0)                                                                  | 0 (0,0)                                                                  | 6,9 (2,7)                                                                | 24,4 (9,6)                                                               | 67,6 (26,6)                                                              |
| Дани са падавинама (≥ 0.01 in)                                           | 14,1                                                                     | 11,3                                                                     | 11,1                                                                     | 8,5                                                                      | 8,0                                                                      | 3,7                                                                      | 1,3                                                                      | 1,8                                                                      | 3,5                                                                      | 9,7                                                                      | 13,4                                                                     | 14,7                                                                     | 101,1                                                                    |
| Дани са снегом (≥ 0.1 in)                                                | 5,0                                                                      | 3,6                                                                      | 0,8                                                                      | 0,1                                                                      | 0,0                                                                      | 0,0                                                                      | 0,0                                                                      | 0,0                                                                      | 0,0                                                                      | 0,0                                                                      | 1,3                                                                      | 5,7                                                                      | 16,5                                                                     |
| Извор: NOAA                                                              |                                                                          |                                                                          |                                                                          |                                                                          |                                                                          |                                                                          |                                                                          |                                                                          |                                                                          |                                                                          |                                                                          |                                                                          |                                                                          |

## Демографија

### Попис 2010.
Према попису становништва из 2010. у граду је живело 3.407 становника, што је 353 (9,4%) становника мање него 2000. године. То је укупно 1 462 домаћинства и 858 породица. Густина насељености је износила 13.520/sq mi (5.220,1/km2). Било је 1.635 стамбених јединица са просечном густином од 6.488/sq mi (2.505,0/km2). Расни састав града био је 88,3% бјелаца, 0,4% Афроамериканаца, 4,1% Индијанаца, 0,5% Азијаца, 0,1% становника Пацифичког острва, 4,1% припадника других раса и 2,6% припадника двије или више раса. Хиспаноамериканци или Латиноамериканци било које расе чинили су 8,4% становништва.
Имало је 1.462 домаћинстава, од којих је 29,6% имало дјецу млађу од 18 година, 39,7% су били брачни парови који су живели заједно, 13,9% је имало женско домаћинство без присутног мужа, 5,1% је имало мушко без супруге, а 41,3% су били непородични. Од укупног броја домаћинстава њих 35,1% су чинили појединци, а 14,4% је имало некога ко је сам и има 65 година или више. Просјечна величина домаћинства била је 2,30, а просјечна величина породице 2,96.

### Попис 2000.
Према попису 2000. године, у граду је живело 3760 људи, 1515 домаћинстава и 963 породице. Густина насељености износила је 615.1/km2 (1.592,6 људи по квадратној миљи). Било је 1.690 стамбених јединица са просјечном густином од 276.5/km2 (715,8 по квадратној миљи). Расни састав града био је 87,42% бјелаца, 0,21% Афроамериканаца, 4,63% Индијанаца, 0,72% Азијаца, 0,27% становника Пацифичког острва, 4,07% других раса и 2,69% од двије или више раса. Хиспаноамериканци или Латиноамериканци било које расе чинили су 5,85% становништва.
Имало је 1.462 домаћинстава, од којих је 29,6% имало дјецу млађу од 18 година, 39,7% су били брачни парови који су живели заједно, 13,9% је имало женско домаћинство без присутног мужа, 5,1% је имало мушко без супруге, а 41,3% су били непородични. Од укупног броја домаћинстава њих 35,1%  су чинили појединци, а 14,4% је имало некога ко је сам и имао 65 година или више. Просјечна величина домаћинства била је 2,30, а просјечна величина породице 2,96.

### Сумарум
| Група             | 2000.         | 2010.         |
| Белци             | 3.223 (85,7%) | 2.914 (85,5%) |
| Афроамериканци    | 8 (0,2%)      | 12 (0,4%)     |
| Азијати           | 27 (0,7%)     | 16 (0,5%)     |
| Хиспаноамериканци | 220 (5,9%)    | 287 (8,4%)    |
| Укупно            | 3.760         | 3.407         |

## Индустрија
Дрвопрерађивачка и дрвосјеча су некада биле главне индустрије у овој области, али су од тада престале да постоје.
Сјеча дрвета, ранчирање, пољопривреда, пољопривреда су и даље кључне индустрије у овој области, али су током година доживјеле нека тешка времена, што је био случајан ефекат на модернизацију фарми и лакоћу транспорта производа до лука на обали Орегона.
Затворена фабрика за прераду алуминијума имала је велики економски утицај већ 35 година и наставља да утиче на област јер пензионери и даље извлаче користи из деценија рада. Фабрику за смањење алуминијума у области Џон Деј изградио је Харви Алуминиум (касније Мартин Мариета, претеча конгломерата Локид Мартин) на индустријској локацији поред бране Џон Деј 1968. године. Индустријски развој и послови из тога донијели су еру раста и просперитета Голдендејлу током 35 година, што је овој области донијело нове нивое просперитета од високо плаћених индустријских послова са значајним бенефицијама. Ова фабрика је додала снагу платног списка и разноликост привреде у области Голдендејла засноване на дрвној и пољопривредној производњи. Многи становници овог подручја и даље уживају пензионе и здравствене бенефиције из 35 година рада индустрије. Фабрика алуминијума са 3 смјене запослености на свом врхунцу 70-их и 80-их запошљавала је око 1.400–1.800 људи и око 800 у годинама од 1990. до 2003. Постројење је добило велику доделу енергије по ниској цијени од хидроелектричне бране која се налазила у близини, уз претпоставку да ће то подстаћи индустријски развој и отворити радна мјеста и резултирајући економски развој. Године 2003. топионица алуминијума је престала са радом. Наведени разлози су високи трошкови електричне енергије и ниске свјетске цијене алуминијума. Многи радници су се преселили, док су други остали док су се вратили у школу и преквалификовали за друга занимања. Затварање фабрике алуминијума изазвало је озбиљан економски стрес у овој области.
У овом тренутку Rabanco Regional Disposal је највећи појединачни послодавац становника у области Голдендејл.

## Култура
Голдендејл има много годишњих грађанских активности укључујући сајам округа Кликитат и родео, дане заједнице Голдендејл, који се одржавају на травњаку зграде суда у Голдендејлу, и празничне параде.
Голдендејл је прославио своју четврту годишњу прославу поноса 2023. године, коју је предводила Goldendale Pride Alliance, добротворна фондација коју је основао Ендру Халм.

### Туризам
Туристичке атракције Голдендејла укључују опсерваторију Голдендејл, оближњи музеј умјетности Мерихил са колекцијом од 87 дијела Огиста Родена и савремену архитектонску конструкцију фирме Allied Works Architecture из Портланда, и Мерихил Стоунхенџ, у природној величини цементна реплика оригиналног Стоунхенџа, који се налази десет минута јужно од Голдендејла. Реплика, завршена 1930. године, представља спомен на погинуле у Првом свјетском рату.
У центру Голдендејла, палата Пресби, сада музеј Пресби, такође је туристичка атракција са недавно рестаурираним Руселовим парним трактором из 1898. године и у коме се налази Историјско друштво округа Кликитат.

### Медији
Град има недјељне новине Goldendale Sentinel, које се објављују средом и имају око 3.200 претплатника широм округа Кликитат. Основан је 1879. године као Klickitat Sentinel и апсорбовао је неколико ривалских новина у Голдендејлу и округу до средине 1910-их година. Новине остају у локалном власништву свог издавача.

## Важне особе
- Брајан Каравеј, UFC борац, међу 10 најбољих и родом из Голдендејла
- Алан В. Џоунс, генерал-мајор америчке војске[13]
- Портер Лејнхарт, играч америчког фудбала
- Лавина Вошис, лидер племена Рок Крик „из области јужно од Голдендејла“, постала је предсједница Јакима (индијански резерват).[14]

## Галерија
- Куполе телескопа и помоћна зграда у Државном парку опсерваторије Голдендејл
- Музеј Пресби. Фотографија је дио Архива фотографија Џона Марголиса на путу Америке (1972-2008.)[15]